# Oleksiivka, Romnî
Oleksiivka (în ucraineană Олексіївка) este un sat în comuna Perehrestivka din raionul Romnî, regiunea Sumî, Ucraina.

## Demografie
Componența lingvistică a localității Oleksiivka
     Ucraineană (97,09%)
     Rusă (2,91%)
Conform recensământului din 2001, majoritatea populației localității Oleksiivka era vorbitoare de ucraineană (97,09%), existând în minoritate și vorbitori de rusă (2,91%).